# دانشگاه راپرین
دانشگاه راپرین (به کردی: زانکۆی ڕاپهڕین، به انگلیسی: University of Raparin)، دانشگاهی حکومتی است که در شهرستان رانیه واقع در استان سلیمانیه/عراق در سال ۲۰۱۰ م از سوی آقای د. برهم بنیاد نهاده شد.
این دانشگاه در دو شهر رانیه و قلادزی پراکنده شده‌است. ریاست دانشگاه، دانشکده علوم، دانشکده آموزش ابتدایی، دانشگاه علوم انسانی، دانشگاه پرستاری، و گروه مهندسی عمران در کمپس شهر رانیه واقع است.
از سوی دیگر دانشگاه تربیت معلم (برای دبیرستان) و دانشکده زراعت در کمپس قلادزی واقع است.
نام این دانشگاه از قیام کردهای در سال سال ۱۹۹۱ م برگرفته شده‌است. این قیام در ۵ مارس ۱۹۹۱م در رانیه آغاز شد و در عرض چند روز در تمام اقلیم کردستان عراق گسترده شد.

## روسای دانشگاه
- استاد د. محمد علی عبدالله: ز ۲۰۱۱ تا ۲۰۱۶
- دانشیار د. موفق خالد ابراهیم: ۲۰۱۶ تا الان (۲۰۲۰)

## محوطه دانشگاه و دانشکده‌های موجود

### محوطه دانشگاه رانیه
- دانشکده پرستاری
- دانشکده علوم انسانی
  - گروه تاریخ
  - گروه جغرافیا
  - گروه فلسفه
  - بخش حقوقی
- دانشکده آموزش ابتدایی
  - اداره کردستان
  - گروه عربی
  - گروه ریاضی
  - دپارتمان رایانه
- دانشکده علوم
  - گروه زیست‌شناسی
  - گروه شیمی
  - گروه فیزیک
  - مهندسی عمران

### محوطه دانشگاه قلعه‌دیزه
- دانشکده تربیت معلم
  - گروه عربی
  - گروه انگلیسی
  - گروه کردی
  - گروه روانشناسی
- دانشکده کشاورزی
  - گروه منابع حیوانی
  - گروه باغداری

## فعالیت‌ها، جشنواره‌ها، ورکشاپ، سمینارها و همایش‌ها
- شرکت مداوم دانشگاه راپرین و دانشجویان آن در مراسم سالگرد قیام کردستان در ۵ مارس (در شهر رانیه).
- مشارکت مستمر دانشگاه و دانشجویان آن در یادبود سالگرد فاجعه، قیام‌ها و روز شهدای دانشگاه در روز ۲۴ آوریل در شهر قلعه‌دیزه.
- انجام فعالیتهای مختلف توسط دانشجویان در روز دانشگاه (۴ آوریل).
- برگزاری سمینارها، ورکشاپ آموزشی، دوره آموزشی و فعالیتهای مرتبط با رسانه توسط اداره کل روابط، رسانه‌ها و انتشارات
- افتتاح بسیاری از مسابقات ورزشی در بین دانشجویان، مدرسین و کارمندان دانشگاه توسط اداره کل ورزش و فعالیتهای فرهنگی.
- برگزاری جلسات، سمینارها و برپایی بسیاری از فعالیتهای ادبی، فرهنگی و فرهنگی به همراه افتتاح گالری توسط اداره کل ورزش و فعالیتهای فرهنگی.
- مشارکت فعال دانشگاه، مدرسین، دانشجویان و کارمندان در برنامه‌های میهنی ملی، فرهنگی.
- کنفرانس زبان کردی با عنوان «زبان کردی بین وظیفه فرهنگی و علمی»، در ۲۴ تا ۲۶ سپتامبر ۲۰۱۳م از طرف گروه کردی برگزار شد.
- دانشکده آموزش ابتدایی با همکاری اداره کل رسانه‌ها یک کنفرانس با عنوان «سازماندهی تبلیغات تجاری از طریق رسانه‌ها مطابق با اصول بین‌المللی» ۲۵ تا ۲۶ ژوئن ۲۰۱۳م برگزار کرد.
- یک دوره ۳ روزه برای نگهداری از اماکن باستان‌شناسی اقلیم کردستان توسط گروه تاریخ دانشکده علوم انسانی در ۱۹ تا ۲۱ ژانویه ۲۰۱۴م برگزار شد.
- کنفرانسی با عنوان «رسانه و ترور» در سالگرد ۱۱۷ ساله انتشار نخستین روزنامه کردی توسط اداره روابط، رسانه‌ها و انتشارات، ۲۳ آوریل ۲۰۱۵م در رانیه برگزار شد.
- برگزاری سمینارهای علمی سری در مورد محیط زیست، کمپین کاشت درختان و افتتاح گالری‌ها توسط گروه جغرافیا در دانشکده علوم انسانی.
- اداره مهد کودک دانشکده آموزش ابتدایی اولین جشنواره خود را با عنوان «مهد کودک، اولین مکان تحول در جامعه»، ۱۶ مه ۲۰۱۵ در رانیه برگزار کرد.
- گروه فلسفه دانشکده علوم انسانی دانشگاه راپرین کنفرانسی را با عنوان «فلسفه، دین و سکولاریسم»، ۱۹–۲۰ مه ۲۰۱۵م برگزار کرد.
- یک کنفرانس علمی برای جشن‌های نقره ای قیام با عنوان «پیشرفت راپرین، و تفسیرهای جدید برای افراد خود»، ۶–۸ مارس ۲۰۱۶م در رانیه برگزار کرد.

## دانشگاه راپرین دارای مراکز زیر می‌باشد
- مرکز تحقیقات
- مرکز توسعه زبان انگلیسی.
- مرکز توسعه شغلی

## عضویت دانشگاه راپرین در سازمانهای دیگر
- انجمن بین‌المللی دانشگاه‌ها (IAU)
- اتحادیه دانشگاه‌های اوراسیا (EURAS)
- پایگاه داده آموزش عالی جهان (WHED) کشور پورتال

در سال ۲۰۱۳م، دانشگاه راپرین به‌طور رسمی توسط وزارت آموزش عالی و تحقیقات علمی عراق به رسمیت شناخته شد. دانشگاه راپرین همچنین با دانشگاه‌های محلی و بین‌المللی روابط علمی و دانشگاهی دارد.
دانشگاه راپرین با طیف گسترده‌ای از دانشگاه‌های محلی و بین‌المللی همکاری‌های نزدیک برقرار کرده‌است و با آنها رابطه علمی قوی دارد. این دانشگاه با ۱۸ دانشگاه بین‌المللی برای کارمندان و مبادلات علمی تفاهم نامه امضا کرده‌است که سه تای آنها در آمریکا، دوتا در انگلستان، چهارتا در ترکیه و بقیه در سوئد، اسپانیا، روسیه، ارمنستان، مصر، لبنان، جمهوری آذربایجان است. اردن و ایران.
دانشگاه راپرین در ده پروژه بین‌المللی مختلف شرکت کرده‌است، از جمله:
- برنامه کمیسیون اروپا - برنامه Erasmus Mundus Marhaba
- DAAD-DIES-Staff 1 - آموزش توسعه برای رهبران سطح متوسط دانشگاه‌های کردستان-عراق با دانشگاه کسل، آلمان
- برنامه مشارکت دانشگاه‌های روستایی IREX-کردستان
- IREX- بین‌المللی پردیس‌های دانشگاه عمومی کردستان
- برنامه ارتباطات دانشگاه IREX و عراق - آموزش مراکز توسعه شغلی
- برنامه Erasamus از اتحادیه اروپا-پروژه TIGRIS: انتقال شیوه‌های خوب و تقویت استراتژی‌های بین‌المللی در کردستان (با شرکای اروپایی: دانشگاه گوتینگن (آلمان)، دانشگاه خرونینگن (هلند)، دانشگاه KU لوون (بلژیک) و دانشگاه ماساریک (جمهوری چک).